# II liga polska w piłce nożnej (1977/1978)
II liga 1977/1978 – 30. edycja rozgrywek drugiego poziomu ligowego piłki nożnej mężczyzn w Polsce. Wzięły w nich udział 32 drużyny, grając w dwóch grupach systemem kołowym. Sezon ligowy rozpoczął się w sierpniu 1977, ostatnie mecze rozegrano w czerwcu 1978.
| Poziomy rozgrywkowe w sezonie 1977/1978 | Poziomy rozgrywkowe w sezonie 1977/1978 | Poziomy rozgrywkowe w sezonie 1977/1978 |
| Rozgrywki                               | P                                       | Nazwa                                   |
| --------------------------------------- | --------------------------------------- | --------------------------------------- |
| Centralne                               | I                                       | I liga                                  |
| Centralne                               | II                                      | II liga (2 grupy)                       |
| Makroregionalne                         | III                                     | III Liga (8 grup)                       |
| Okręgowe (49 okręgów)                   | IV                                      | Liga okręgowa                           |
| Okręgowe (49 okręgów)                   | V                                       | A klasa                                 |
| Okręgowe (49 okręgów)                   | VI                                      | B klasa                                 |

## Drużyny

### Grupa południowa
| Uczestnicy poprzedniej edycji | Uczestnicy poprzedniej edycji |
| ----------------------------- | ----------------------------- |
| Piast Gliwice                 | 2                             |
| GKS Katowice                  | 3                             |
| Siarka Tarnobrzeg             | 4                             |
| BKS Stal Bielsko-Biała        | 5                             |
| Małapanew Ozimek              | 6                             |
| Moto Jelcz Oława              | 7                             |
| Górnik Wałbrzych              | 8                             |

| Wisłoka Dębica            | 9  |
| Stal Stalowa Wola         | 10 |
| Hutnik Nowa Huta          | 11 |
| Star Starachowice         | 12 |
| Spadek z I ligi 1976/1977 |    |
| GKS Tychy                 | 15 |
| ROW Rybnik                | 16 |

| grupa IV                |   |
| Resovia                 | 1 |
| grupa V                 |   |
| Odra Wodzisław Śląski   | 1 |
| grupa VI                |   |
| Chemik Kędzierzyn-Koźle | 1 |

### Grupa północna
| Uczestnicy poprzedniej edycji | Uczestnicy poprzedniej edycji |
| ----------------------------- | ----------------------------- |
| Zagłębie Wałbrzych            | 2                             |
| Stoczniowiec Gdańsk           | 3                             |
| Motor Lublin                  | 4                             |
| Lechia Gdańsk                 | 5                             |
| Bałtyk Gdynia                 | 6                             |
| Avia Świdnik                  | 7                             |
| Olimpia Poznań                | 8                             |

| Gwardia Warszawa                 | 9  |
| Jagiellonia Białystok            | 10 |
| Gwardia Koszalin                 | 11 |
| Arkonia Szczecin                 | 12 |
| Awans z klasy międzywojewódzkiej |    |
| grupa I                          |    |
| BKS Bydgoszcz                    | 1  |

| grupa II         |   |
| Polonia Warszawa | 1 |
| grupa III        |   |
| Radomiak Radom   | 1 |
| grupa VII        |   |
| Warta Poznań     | 1 |
| grupa VIII       |   |
| Start Łódź       | 1 |

## Rozgrywki
Uczestnicy obu grup rozegrali po 30 kolejek ligowych (razem 240 spotkań) w dwóch rundach: jesiennej i wiosennej. Mistrzowie grup uzyskali awans do I ligi, zaś do klasy międzywojewódzkiej spadły drużyny z miejsc 13–16.

### Grupa południowa – tabela
| Lp. | Drużyna                     | M  | Z  | R  | P  | Bramki | Bramki | Różn. | Pkt | Uwagi                              |
| --- | --------------------------- | -- | -- | -- | -- | ------ | ------ | ----- | --- | ---------------------------------- |
| 1   | GKS Katowice (M) (A)        | 30 | 20 | 7  | 3  | 46     | 17     | +29   | 47  | Awans do I ligi                    |
| 2   | Górnik Wałbrzych            | 30 | 17 | 7  | 6  | 44     | 26     | +18   | 41  |                                    |
| 3   | GKS Tychy                   | 30 | 10 | 12 | 8  | 41     | 34     | +7    | 32  |                                    |
| 4   | Resovia                     | 30 | 11 | 10 | 9  | 29     | 24     | +5    | 32  |                                    |
| 5   | ROW Rybnik                  | 30 | 11 | 10 | 9  | 26     | 21     | +5    | 32  |                                    |
| 6   | Star Starachowice           | 30 | 10 | 12 | 8  | 32     | 33     | −1    | 32  |                                    |
| 7   | Małapanew Ozimek            | 30 | 13 | 6  | 11 | 33     | 42     | −9    | 32  |                                    |
| 8   | Siarka Tarnobrzeg           | 30 | 9  | 12 | 9  | 26     | 24     | +2    | 30  |                                    |
| 9   | Piast Gliwice               | 30 | 10 | 8  | 12 | 33     | 32     | +1    | 28  |                                    |
| 10  | Moto Jelcz Oława            | 30 | 8  | 12 | 10 | 26     | 27     | −1    | 28  |                                    |
| 11  | Stal Stalowa Wola           | 30 | 8  | 12 | 10 | 29     | 34     | −5    | 28  |                                    |
| 12  | Wisłoka Dębica              | 30 | 10 | 8  | 12 | 34     | 40     | −6    | 28  |                                    |
| 13  | BKS Stal Bielsko-Biała (S)  | 30 | 8  | 11 | 11 | 32     | 34     | −2    | 27  | Spadek do klasy międzywojewódzkiej |
| 14  | Hutnik Nowa Huta (S)        | 30 | 8  | 8  | 14 | 39     | 45     | −6    | 24  | Spadek do klasy międzywojewódzkiej |
| 15  | Odra Wodzisław Śląski (S)   | 30 | 7  | 7  | 16 | 26     | 40     | −14   | 21  | Spadek do klasy międzywojewódzkiej |
| 16  | Chemik Kędzierzyn-Koźle (S) | 30 | 6  | 6  | 18 | 27     | 50     | −23   | 18  | Spadek do klasy międzywojewódzkiej |

### Grupa północna – tabela
| Lp. | Drużyna                   | M  | Z  | R  | P  | Bramki | Bramki | Różn. | Pkt | Uwagi                              |
| --- | ------------------------- | -- | -- | -- | -- | ------ | ------ | ----- | --- | ---------------------------------- |
| 1   | Gwardia Warszawa (M) (A)  | 30 | 23 | 5  | 2  | 60     | 15     | +45   | 51  | Awans do I ligi                    |
| 2   | Lechia Gdańsk             | 30 | 22 | 6  | 2  | 43     | 13     | +30   | 50  |                                    |
| 3   | Bałtyk Gdynia             | 30 | 13 | 6  | 11 | 45     | 30     | +15   | 32  |                                    |
| 4   | Zagłębie Wałbrzych        | 30 | 11 | 10 | 9  | 35     | 20     | +15   | 32  | Przeniesiona do grupy południowej  |
| 5   | Radomiak Radom            | 30 | 13 | 6  | 11 | 32     | 32     | 0     | 32  |                                    |
| 6   | Motor Lublin              | 30 | 12 | 7  | 11 | 34     | 33     | +1    | 31  |                                    |
| 7   | Avia Świdnik              | 30 | 11 | 8  | 11 | 28     | 30     | −2    | 30  |                                    |
| 8   | Warta Poznań              | 30 | 10 | 9  | 11 | 31     | 37     | −6    | 29  |                                    |
| 9   | Stoczniowiec Gdańsk       | 30 | 8  | 12 | 10 | 31     | 32     | −1    | 28  |                                    |
| 10  | Gwardia Koszalin          | 30 | 9  | 10 | 11 | 28     | 31     | −3    | 28  |                                    |
| 11  | Olimpia Poznań            | 30 | 9  | 9  | 12 | 24     | 32     | −8    | 27  |                                    |
| 12  | Polonia Warszawa          | 30 | 7  | 12 | 11 | 28     | 40     | −12   | 26  |                                    |
| 13  | Start Łódź (S)            | 30 | 9  | 7  | 14 | 27     | 47     | −20   | 25  | Spadek do klasy międzywojewódzkiej |
| 14  | Arkonia Szczecin (S)      | 30 | 8  | 6  | 16 | 37     | 44     | −7    | 22  | Spadek do klasy międzywojewódzkiej |
| 15  | Jagiellonia Białystok (S) | 30 | 7  | 6  | 17 | 29     | 51     | −22   | 20  | Spadek do klasy międzywojewódzkiej |
| 16  | BKS Bydgoszcz (S)         | 30 | 4  | 9  | 17 | 29     | 54     | −25   | 17  | Spadek do klasy międzywojewódzkiej |